# El Tepiololco
El Tepiololco är en ort i Mexiko, tillhörande kommunen Atizapán i den sydvästra delen av delstaten Mexiko, i den centrala delen av landet. Orten hade 466 invånare vid folkräkningen 2010.